# Liobagrus reinii
Liobagrus reinii es una especie de pez gato de la familia Amblycipitidae (peces gato de torrente) en el orden de los Siluriformes, endémica de Japón.

## Hábitat
Es un pez de agua dulce y de clima templado.

## Distribución geográfica
Se encuentran en Asia: el Japón.